# Santiago (Chile)
Santiago (hosszabb nevén: Santiago de Chile) Chile fővárosa, egyben legnagyobb városa, közigazgatásilag a Santiagói Régió központja. Lakosainak száma a 2002. évi népszámlálás szerint 6,0 millió fő, ami az ország lakosságának csaknem 40%-a. Ezzel Latin-Amerika egyik legnagyobb városa. Bár az ország fővárosa Santiago, a Chilei Nemzeti Kongresszus a közeli Valparaísóban ülésezik (Santiagótól kb. 100 km-re északnyugatra, a Csendes-óceán partján).

## Fekvése
Santiago az ország középső részén fekvő völgyben fekszik. A várost a Mapocho folyó szeli át, melybe tisztítatlanul ömlik a háztartási és ipari szennyvíz valamint a közeli rézbányák hulladéka.

### Éghajlat
Éghajlata enyhe mediterrán, a nyarak viszonylag szárazak, a telek csapadékosabbak. A legmagasabb hőmérséklet nyáron eléri a 35 °C-ot, míg télen nulla és 15 °C között váltakozik. Az éves csapadékmennyiség 346 mm.
| Hónap | Jan. | Feb. | Már. | Ápr. | Máj. | Jún. | Júl. | Aug. | Szep. | Okt. | Nov. | Dec. | Év   |
| --- | ---- | ---- | ---- | ---- | ---- | ---- | ---- | ---- | ----- | ---- | ---- | ---- | ---- |
| Rekord max. hőmérséklet (°C)                                                                                      | 36,0 | 37,0 | 34,0 | 31,0 | 31,0 | 27,0 | 27,0 | 29,0 | 31,0  | 33,0 | 36,0 | 37,0 | 37,0 |
| Átlagos max. hőmérséklet (°C)                                                                                     | 29,7 | 29,1 | 26,9 | 23,5 | 18,7 | 15,2 | 14,9 | 16,7 | 19,0  | 22,3 | 25,4 | 28,4 | 22,4 |
| Átlaghőmérséklet (°C)                                                                                             | 20,9 | 19,9 | 17,6 | 14,4 | 11,1 | 8,5  | 8,1  | 9,5  | 11,5  | 14,5 | 17,3 | 19,9 | 14,4 |
| Átlagos min. hőmérséklet (°C)                                                                                     | 13,0 | 12,4 | 10,7 | 8,0  | 6,3  | 4,3  | 3,9  | 4,8  | 6,1   | 8,2  | 10,1 | 12,0 | 8,3  |
| Rekord min. hőmérséklet (°C)                                                                                      | 6,0  | 6,0  | 3,0  | 1,0  | −3,0 | −5,0 | −7,0 | −6,0 | −2,0  | −1,0 | 2,0  | 2,0  | −7,0 |
| Átl. csapadékmennyiség (mm)                                                                                       | 0    | 1    | 3    | 10   | 42   | 70   | 86   | 51   | 22    | 13   | 9    | 2    | 309  |
| Havi napsütéses órák száma                                                                                        | 322  | 280  | 265  | 185  | 117  | 91   | 110  | 138  | 158   | 208  | 267  | 321  | 2462 |
| Forrás: World Meteorological Organization, Meteorología Interactiva, BBC Weather, Danish Meteorological Institute |      |      |      |      |      |      |      |      |       |      |      |      |      |

## Története

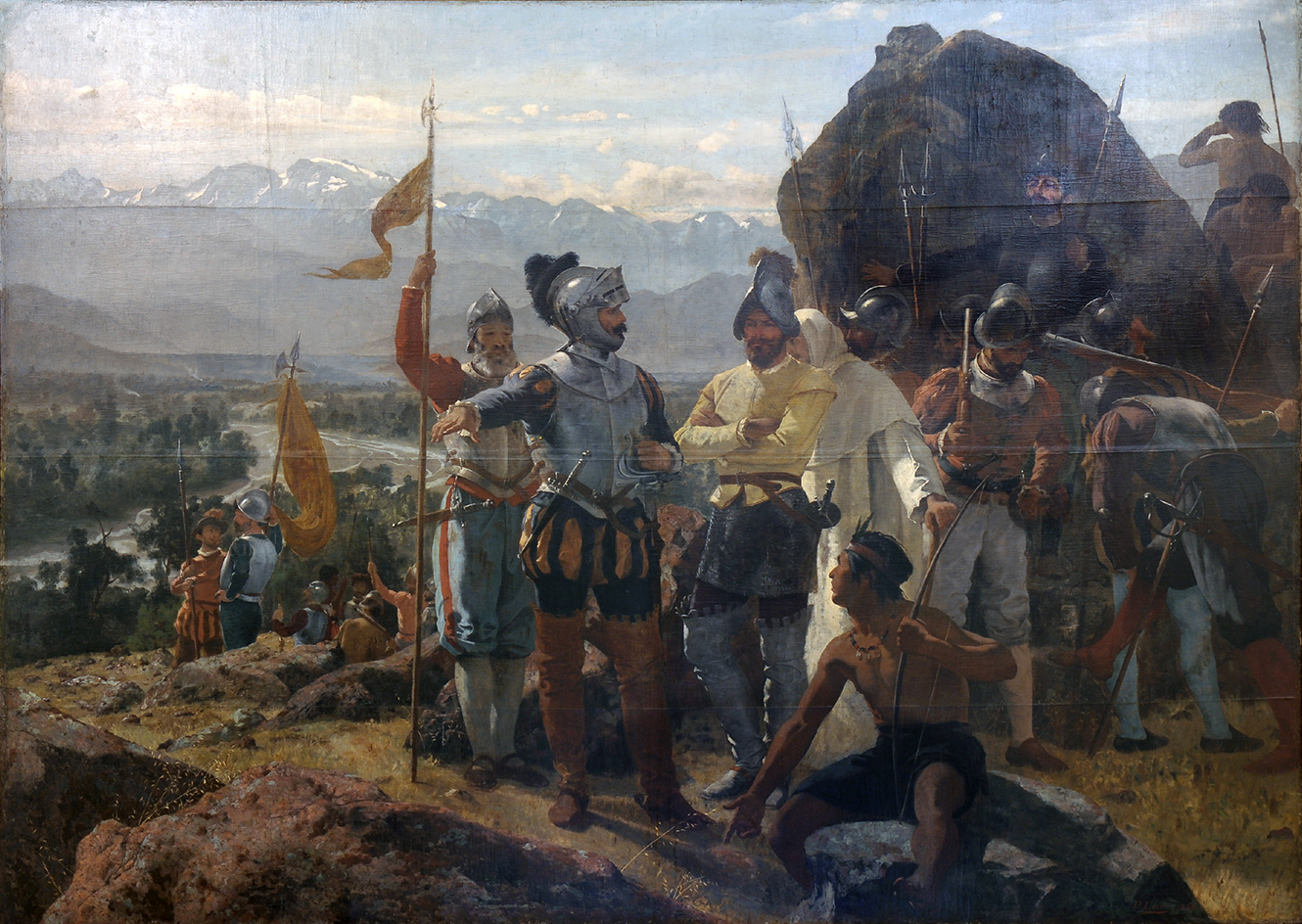
Pedro Lira: Santiago megalapítása (1541. február 12.)

Santiagót Pedro de Valdivia alapította 1541. február 12-én Santiago de Nueva Extremadura néven. Valdívia kifejezetten enyhe éghajlata és könnyű védhetősége miatt választotta ezt a helyet. A Mapocho folyó ugyanis két részre osztja a területet és az alsó folyás mentén szigetet formálva újra egyesül.
Az első házakat még a bennszülött indiánok segítségével emelték. A Mapocho folyó déli partját később az Alameda néven ismert sétánnyá alakították át. Az 1810 és 1818 között zajlott chilei függetlenségi háborúban a város délnyugati részén vívták a maipúi csatát, melyben a város kisebb károkat szenvedett. Santiago 1818-ban lett Chile fővárosa. Ennek ellenére a 19. század elején Santiago még kisvárosnak számított kevés jelentéktelen épülettel. Kivétel csak a Moneda palota (mely a spanyol uralom alatt Chile pénzverdéjeként működött) és néhány templom, valamint módosabb polgári ház volt.
Az 1880-as években az észak-chilei salétromtermelés és műtrágyagyártás ugrásszerű fejlődése a gazdasági virágzás korszakát hozta az országban, és elősegítette a főváros fejlődését. A függetlenség centenáriumára (1918) számos meghatározó létesítmény épült, mint például a Nemzeti Könyvtár és a Szépművészeti Múzeum. Az 1930-as évekre Santiago kezdte modern nagyváros képét ölteni, számos új épülete mellett a népesség is lényegesen nőtt, ami az ország északi és déli részeiről történt nagyarányú bevándorlásnak köszönhető. Az 1985. évi földrengés a belváros néhány jelentős történelmi épületét romba döntötte. Santiago ma Latin-Amerika egyik fontos gazdasági központja.

## Gazdaság
Santiago Chile legfontosabb ipari és gazdasági központja, mely a nemzeti össztermék 45%-át termeli meg. Egyúttal Buenos Airessel és São Paulóval együtt Dél-Amerika egyik legnagyobb pénzügyi központja. Az utóbbi időkben a dinamikus chilei gazdasági növekedésnek köszönhetően egyre több multinacionális cég választotta Santiagót regionális székhelyül. Ilyenek a HP, Reuters, JP Morgan, Intel, Coca-Cola Company, Unilever, Nestlé, Kodak, BHP Billiton, IBM, Motorola, Microsoft, Ford, Yahoo! és sokan mások.
Néhány nemzetközi szervezet, mint például az ECLAC irodái is itt vannak.

## Közlekedés

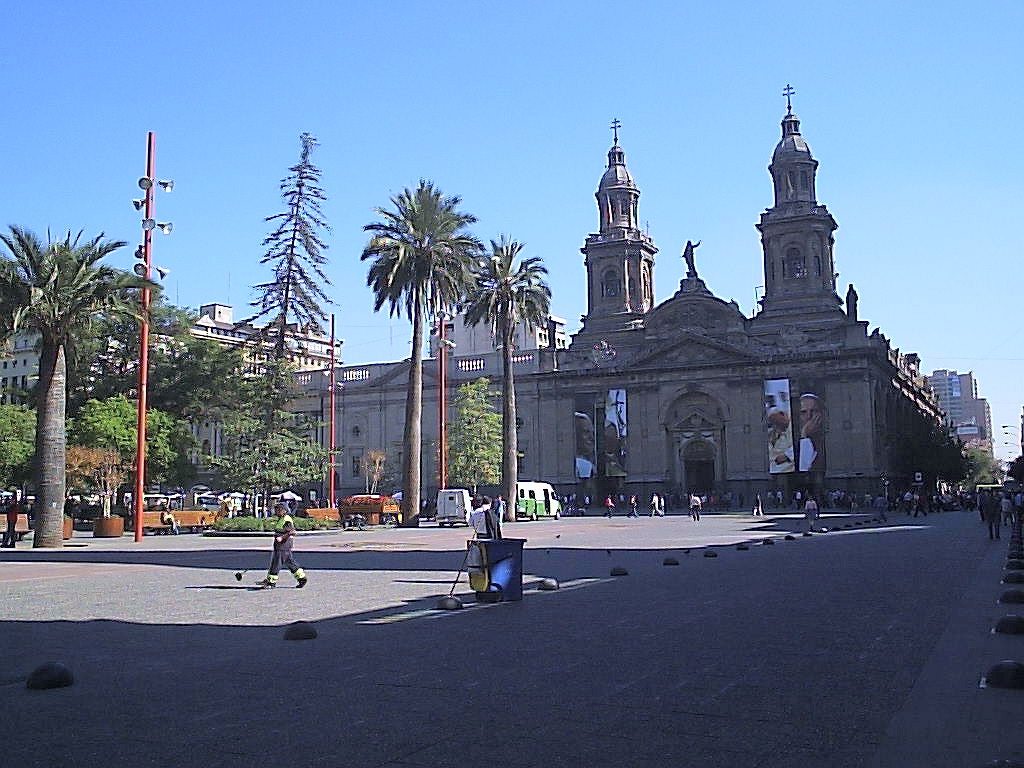
A Plaza de Aramas

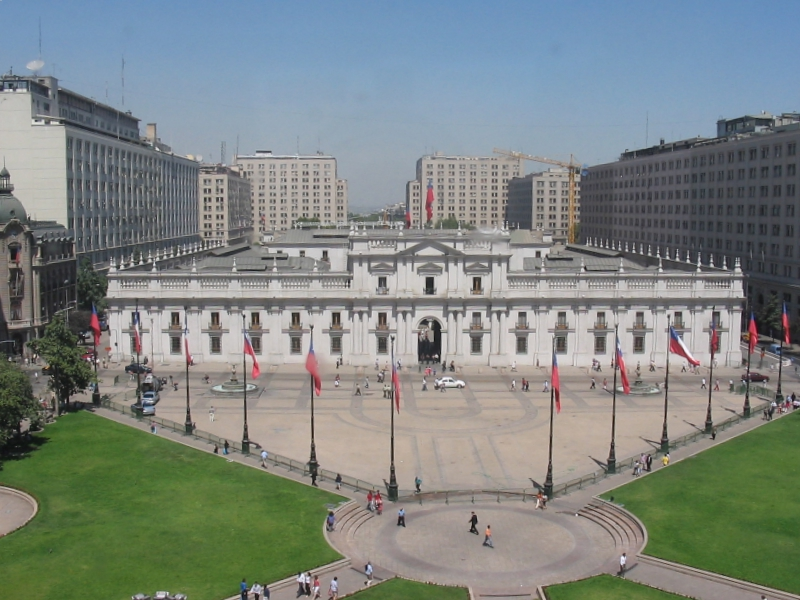
A La Moneda palota

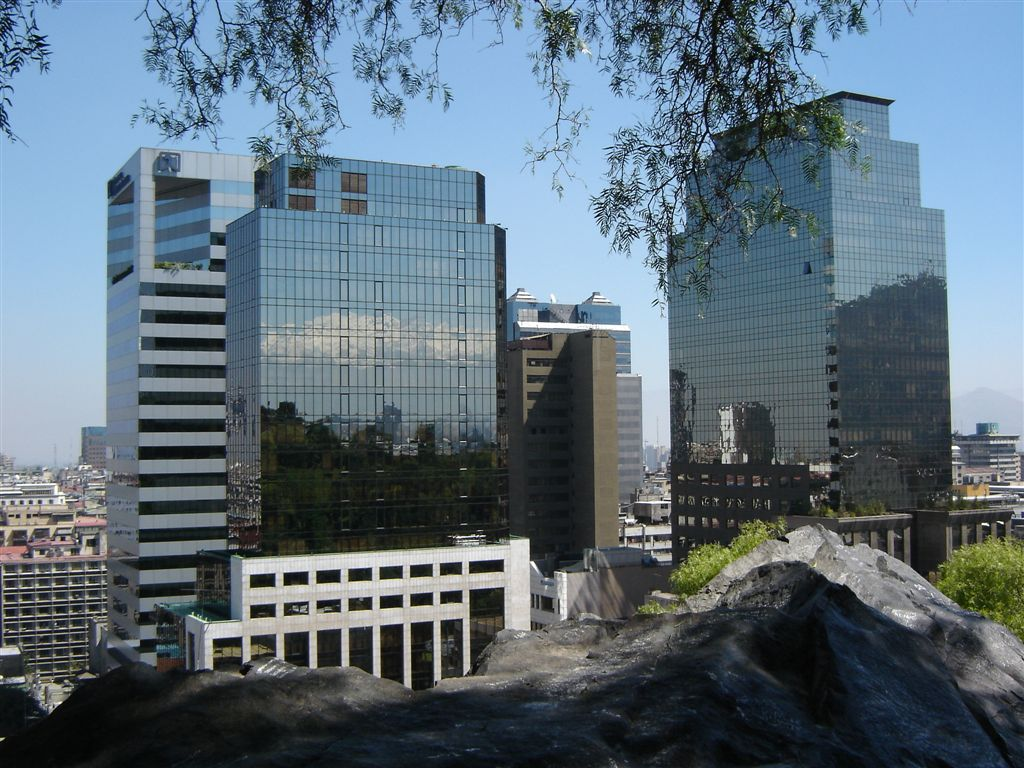
Az Edificios Santiago

### Légi közlekedés
Santiago repülőtere az Arturo Merino Benítez nemzetközi repülőtér a város központjától 15 km-re északnyugatra (ismert nevei még: Pudahuel Airport és Santiago International Airport) az egyik legkorszerűbb a térségben. 2008-as forgalma 9 millió utas volt.

### Távolsági közlekedés
A várost vasútvonal köti össze az ország déli részén levő Puerto Montt városával. A vonatok a város központi pályaudvaráról az Estación Centralról indulnak. A magántársaságok által üzemeltetett buszjáratok olcsón és kényelmesen szállítják az utasokat a városból az ország minden részébe. A város szélső kerületeit új autópályák kötik össze.

### Tömegközlekedés

#### Busz
A buszok jellegzetes sárga színűek és microsnak nevezik őket. A buszszolgáltatás 2006-tól teljesen megújult, új vonalakat létesítettek, új buszokat állítottak rendszerbe és jobb tarifarendszert dolgoztak ki.

#### Metró
A metró első vonalát 1975-ben adták át. 2019-től kezdve a várost hét metróvonal hálózza be, melyeket számokkal jelölnek, azonban 7-es metró nem létezik, valamint a 4A a 4-estől eltérő vonalnak számít. A 140 km hosszú rendszer 136 állomást kapcsol össze. A hálózatot még bővíteni szándékozzák, folyamatban van a 2-es és 3-as vonal meghosszabbítása, valamint új vonalak építése is tervben van.

### Taxi
A feketére festett sárga tetejű taxik az egész városban megtalálhatók, rajtuk kívül telefonon hívható úgynevezett rádiótaxik is rendelhetők. Ezek külön nincsenek megjelölve. Rajtuk kívül közlekednek még a Colectivosnak nevezett taxijáratok, amelyek meghatározott útvonalon rögzített tarifával szállítják az utasokat.

## Kultúra

### Zene

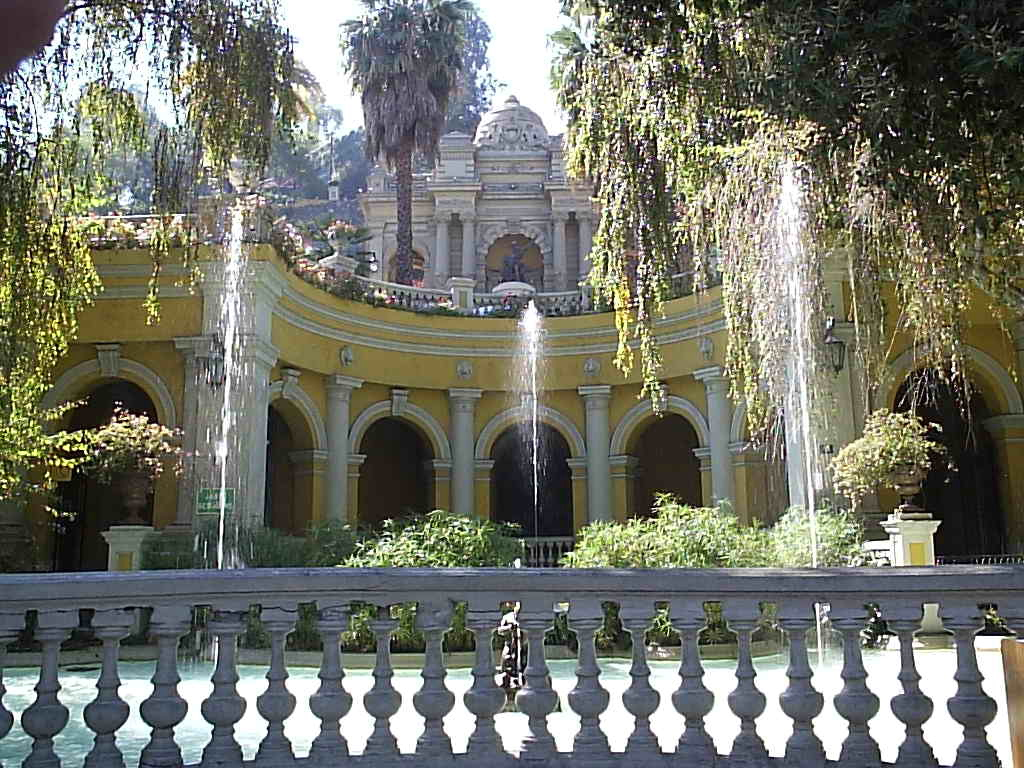
A Cerro Santa Lucia

A városnak két szimfonikus zenekara van:
- Az Orquesta Filarmónica de Santiago, amely a Teatro Municipalban játszik
- Az Orquesta Sinfónica de Chile, az Universidad de Chile egyetem zenekara, saját színházában játszik.

### Múzeumok
- Centro Cultural Palacio de La Moneda, a La Moneda palota déli szárnyánál levő tér alatt, a város legújabb és legnagyobb kulturális központja.
- Museo Arqueológico de Santiago
- Museo de Santiago Casa Colorada
- Museo Catedral Metropolitana
- Museo Colonial San Francisco
- Museo Chileno de Arte Precolombino
- Museo Histórico Nacional
- Museo Nacional de Bellas Artes
- Museo de Arte Contemporáneo
- Museo Interactivo Mirador
- Museo Artequín
- Museo de Ciencia y Tecnología
- Museo Ferroviario
- Museo de la Solidaridad "Salvador Allende"
- Palacio Cousiño
- La Chascona, Pablo Neruda háza és emlékmúzeuma

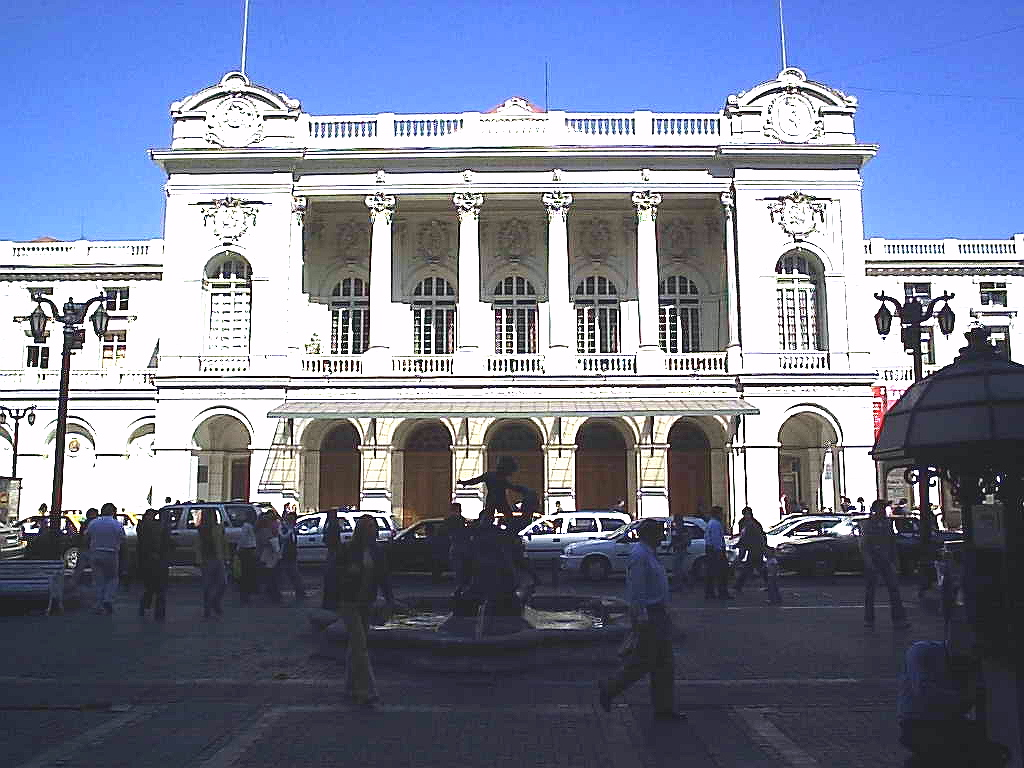
A Teatro Municipal

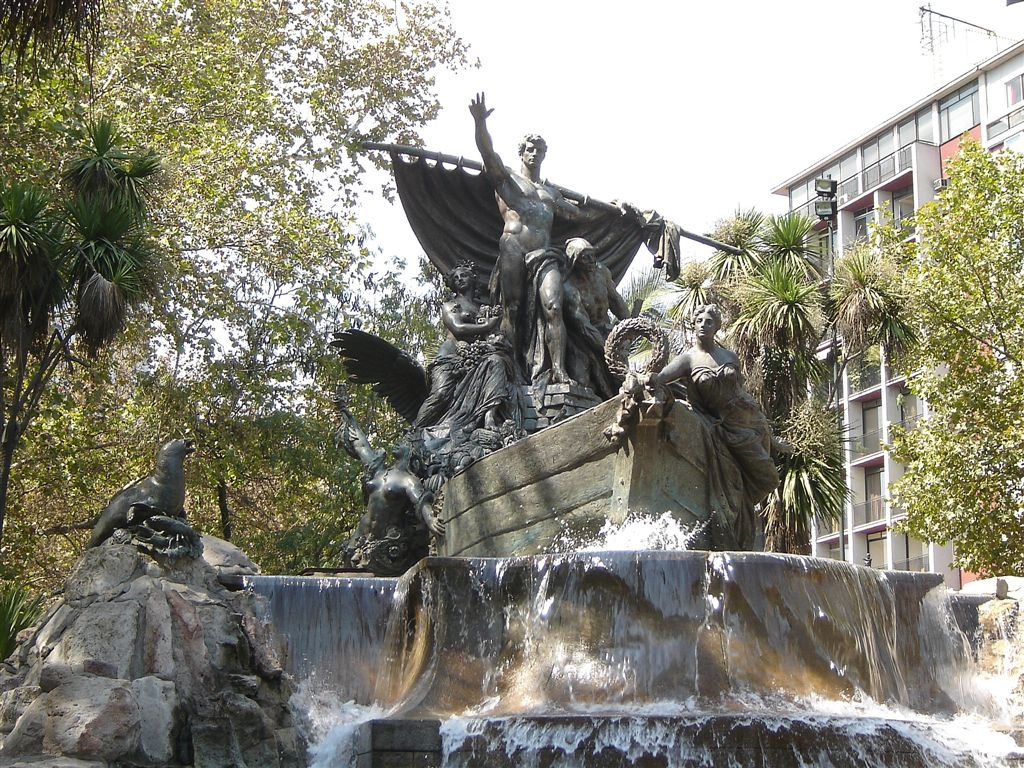
A Fuente Alemana

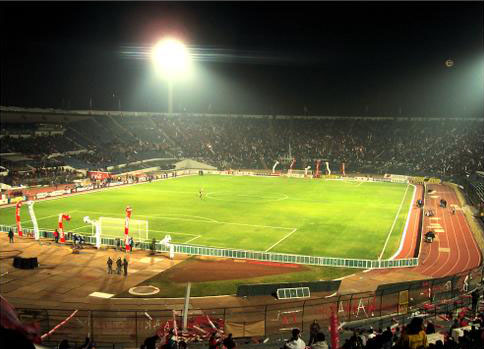
Az Estadio Nacional

### Egyetemek
- Pontificia Universidad Católica de Chile (Puc)
- Universidad de Chile (U, UCh) a legpatinásabb chilei egyetem
- Universidad de Santiago de Chile (Usach)
- Universidad Metropolitana de Ciencias de la Educación (Umce)
- Universidad Tecnológica Metropolitana (Utem)

Magánegyetemek:
- Universidad Academia de Humanismo Cristiano
- Universidad Adolfo Ibáñez (UAI)
- Universidad Alberto Hurtado
- Universidad Bernardo O'Higgins
- Universidad Bolivariana
- Universidad Católica Raúl Silva Henríquez
- Universidad Central de Chile
- Universidad de Artes y Ciencias Sociales (Arcis)
- Universidad de Artes, Ciencias y Comunicación (UNIACC)
- Universidad de Ciencias de la Informática
- Universidad de las Américas
- Universidad de Los Andes
- Universidad del Desarrollo
- Universidad del Pacífico
- Universidad Diego Portales
- Universidad Europea de Negocios
- Universidad Finis Terrae
- Universidad Gabriela Mistral
- Universidad Iberoamericana de Ciencias y Tecnología
- Universidad Internacional SEK
- Universidad La República
- Universidad Mariano Egaña
- Universidad Mayor
- Universidad Miguel de Cervantes
- Universidad Nacional Andrés Bello
- Universidad Santo Tomás
- Universidad Tecnológica Vicente Pérez Rosales

### Szabadidő
A város jelentősebb zöldterületei:
- Parque Metropolitano de Santiago
- Parque O'Higgins
- Parque Forestal,
- Cerro Santa Lucía

Modern síközpontok a várostól 1 órányira:
- Farellones Archiválva 2007. szeptember 28-i dátummal a Wayback Machine-ben
- Valle Nevado
- La Parva
- Portillo (kb. 3 órányira).

Az ország egyik legfontosabb bortermelőhelye a közeli Maipo-völgyben található. Néhány a pincészetek közül:
- Concha y Toro
- Santa Rita
- Santa Carolina
- Cousiño Macul

Kulturális látványosságok:
- Barrio Bellavista
- Estación Central, a Gustave Eiffel tervezte vasútállomás
- Estadio Víctor Jara
- Ex Congreso Nacional
- Plaza de Armas, tér a belvárosban
- La Moneda palota, a kormány székhelye

Főbb labdarúgóstadionok:
- Estadio Nacional de Chile, az 1962-es FIFA világkupadöntő színhelye
- Estadio David Arellano
- Estadio San Carlos de Apoquindo

Egyéb építmények:
- Gran Torre Santiago, Dél-Amerika legmagasabb épülete

## Képgaléria

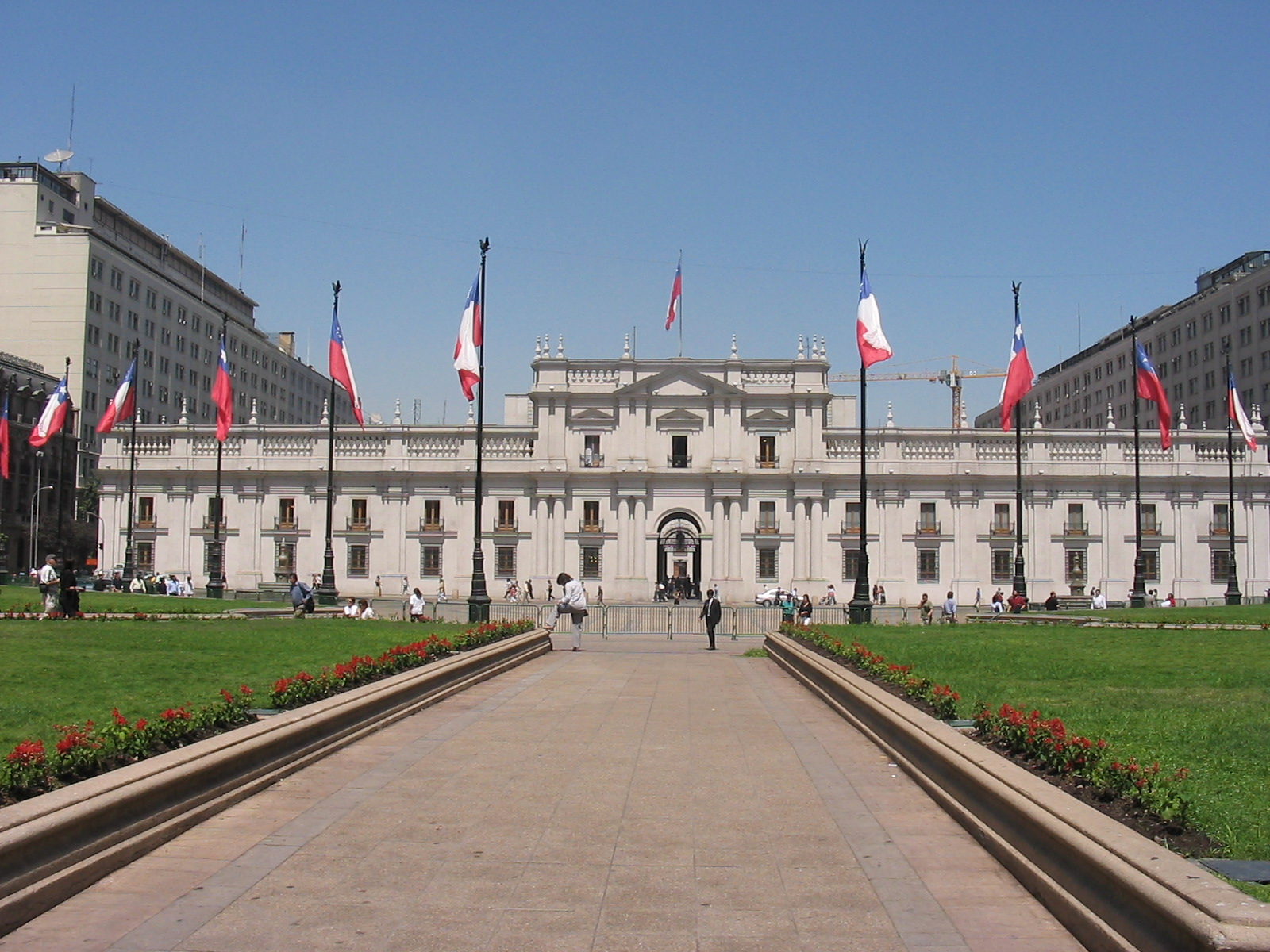
Palacio de La Moneda
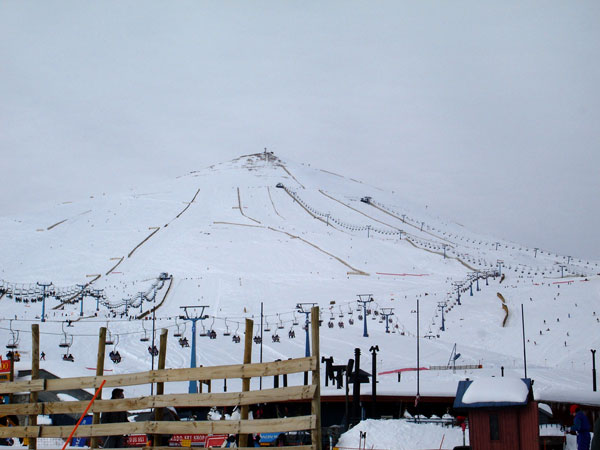
Sífelvonó a Valle Nevadón
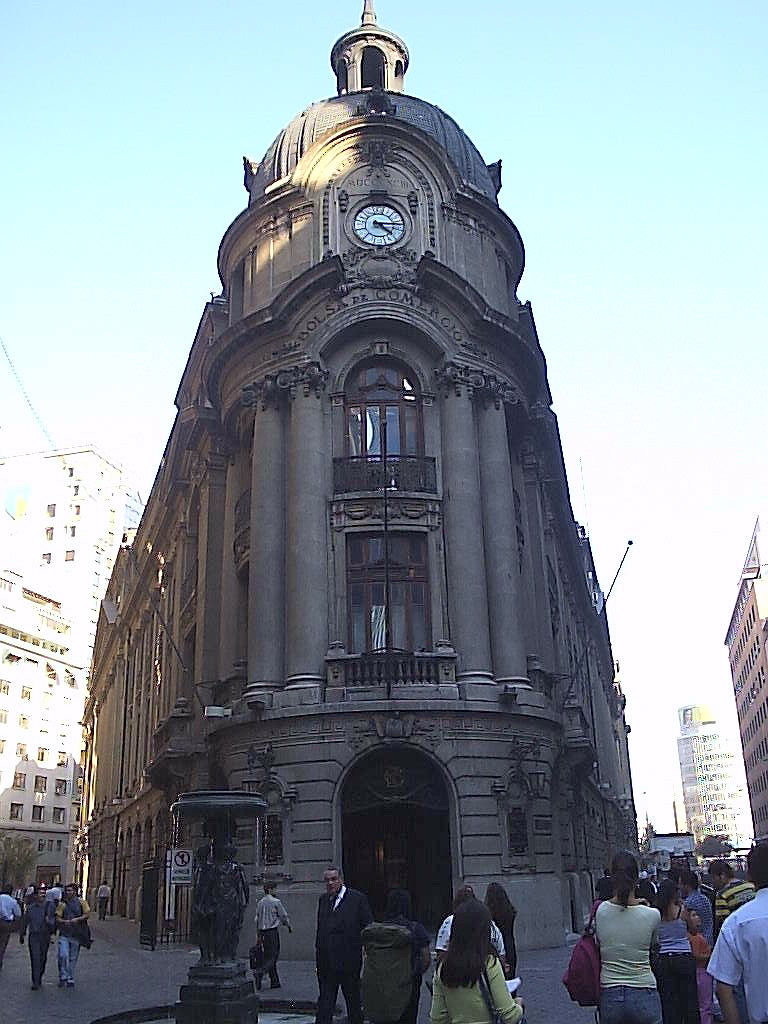
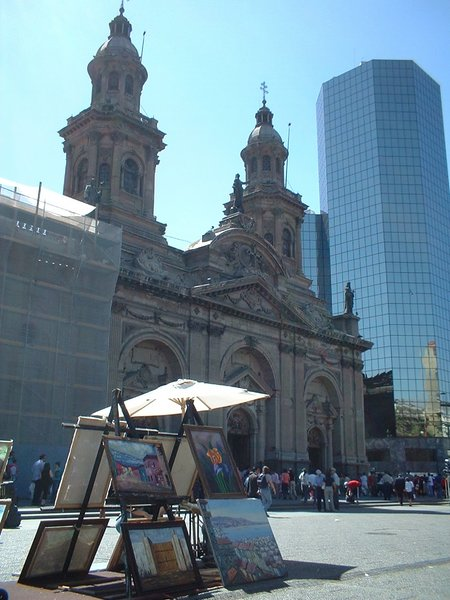
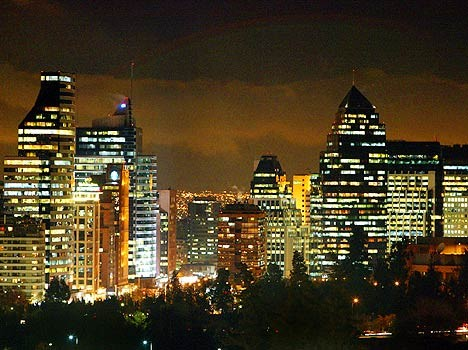
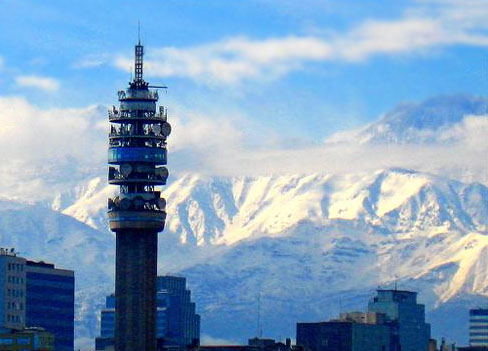
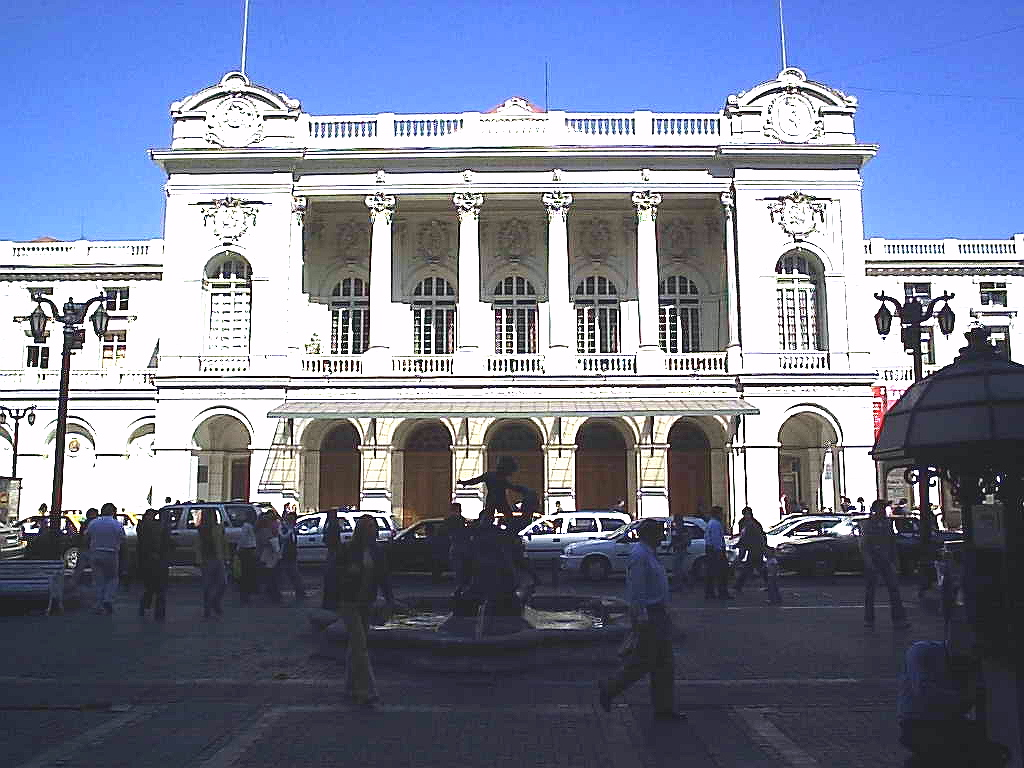
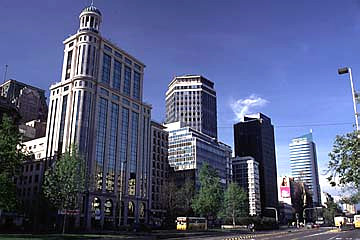
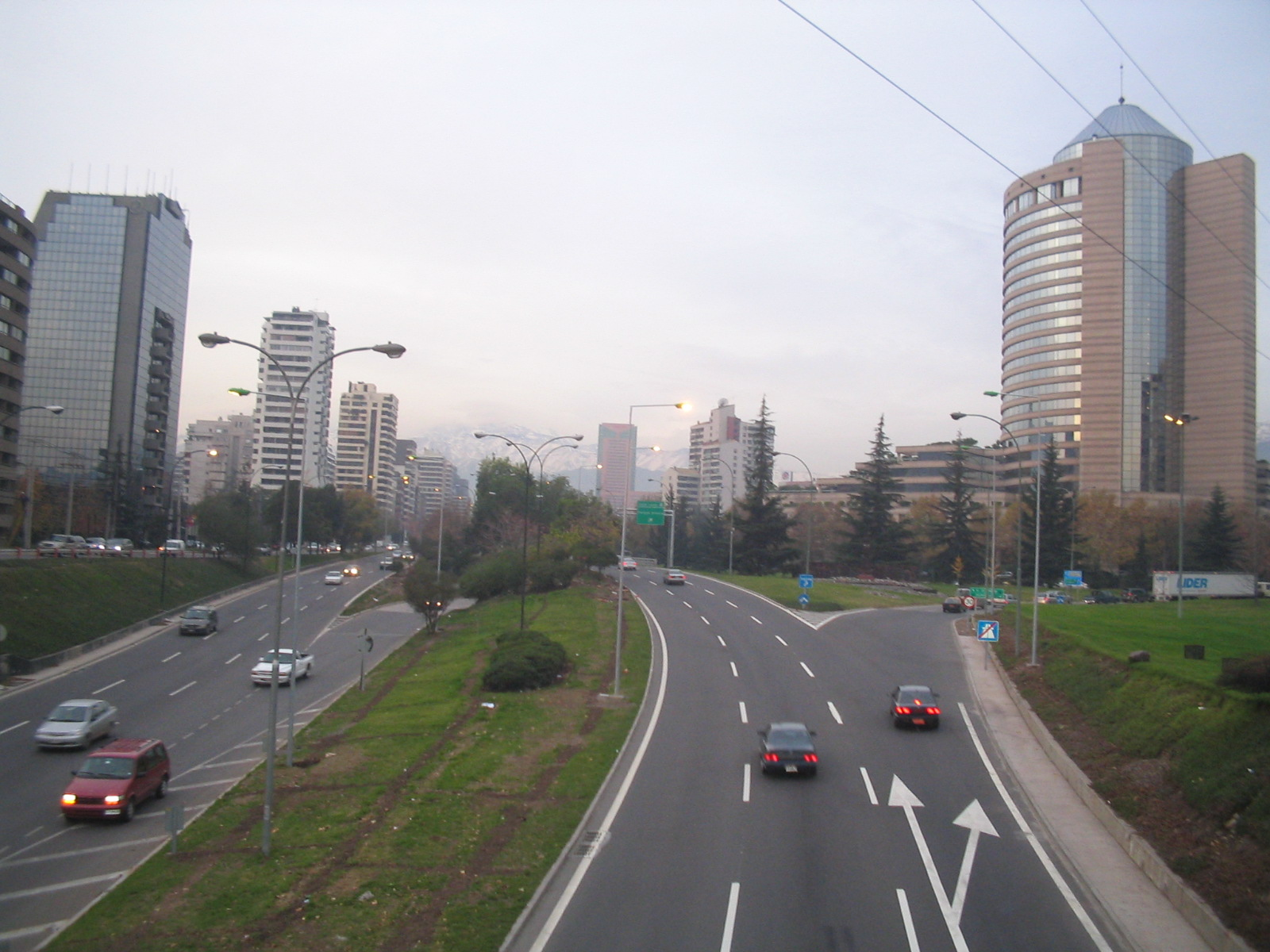
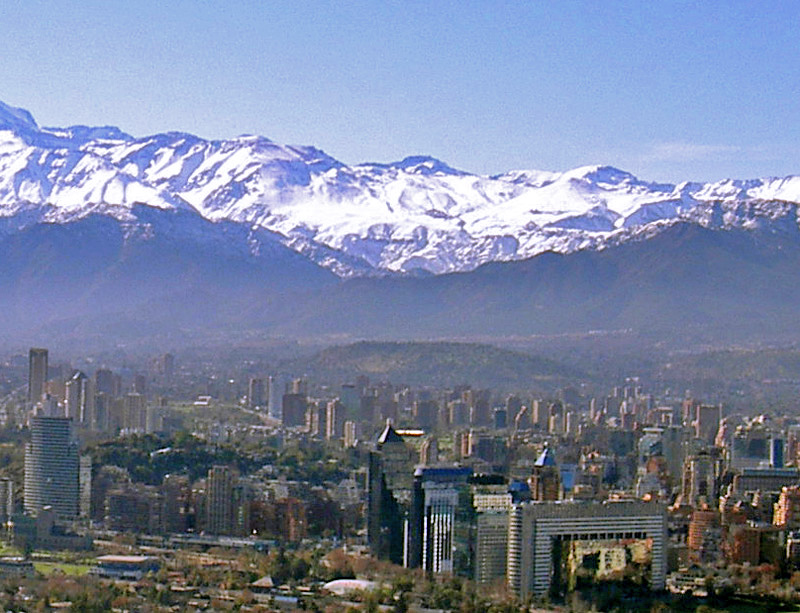
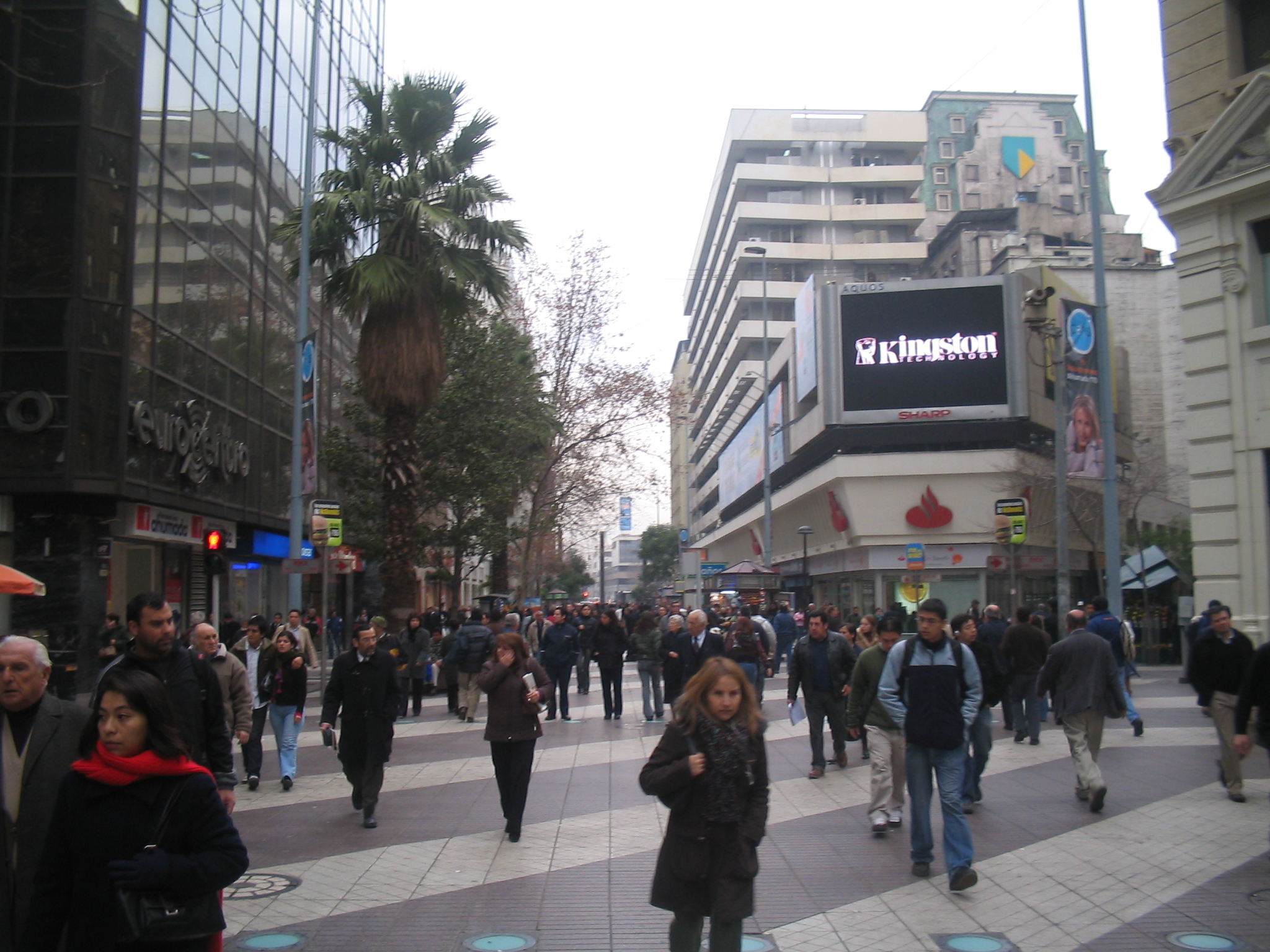
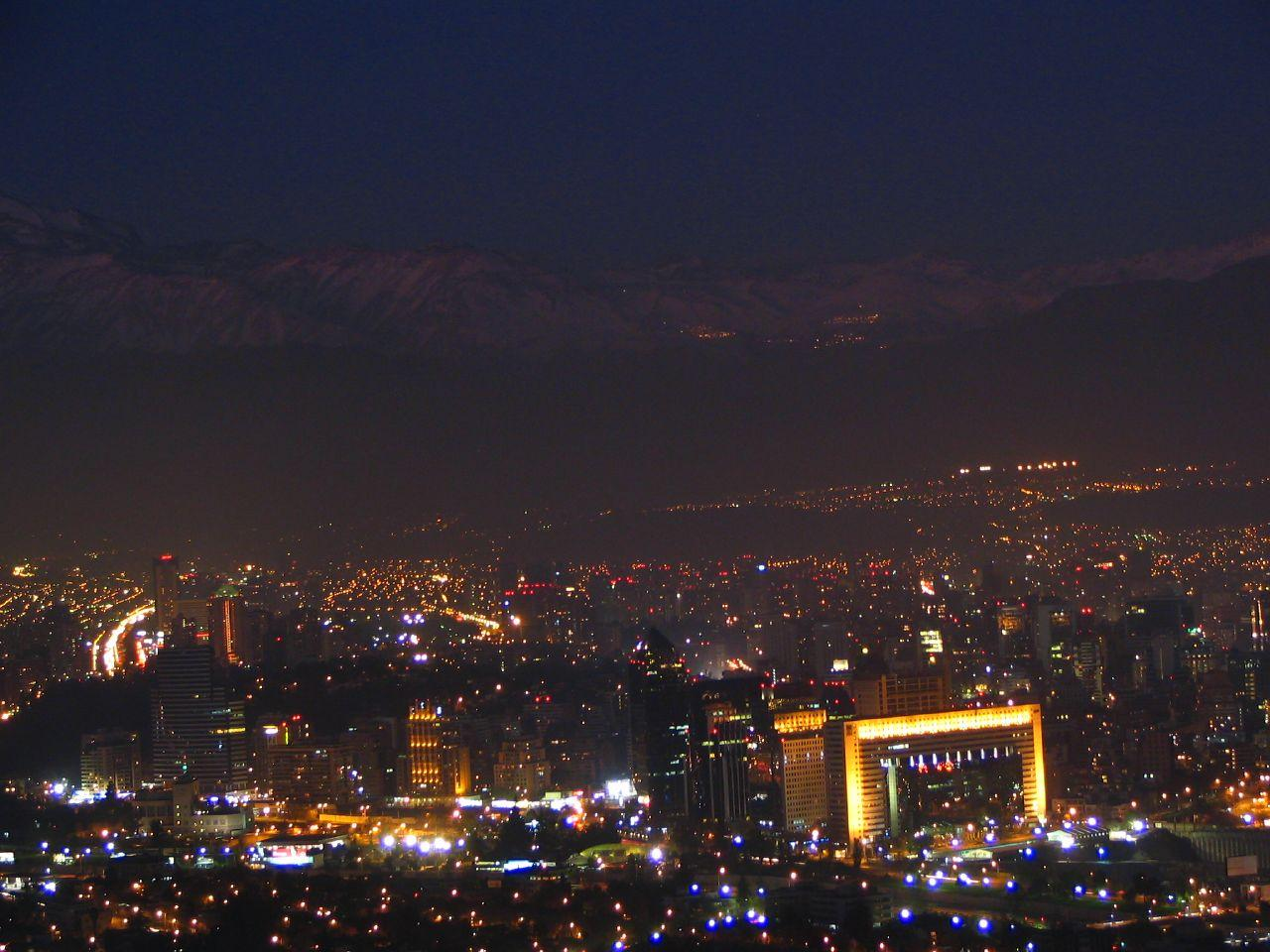
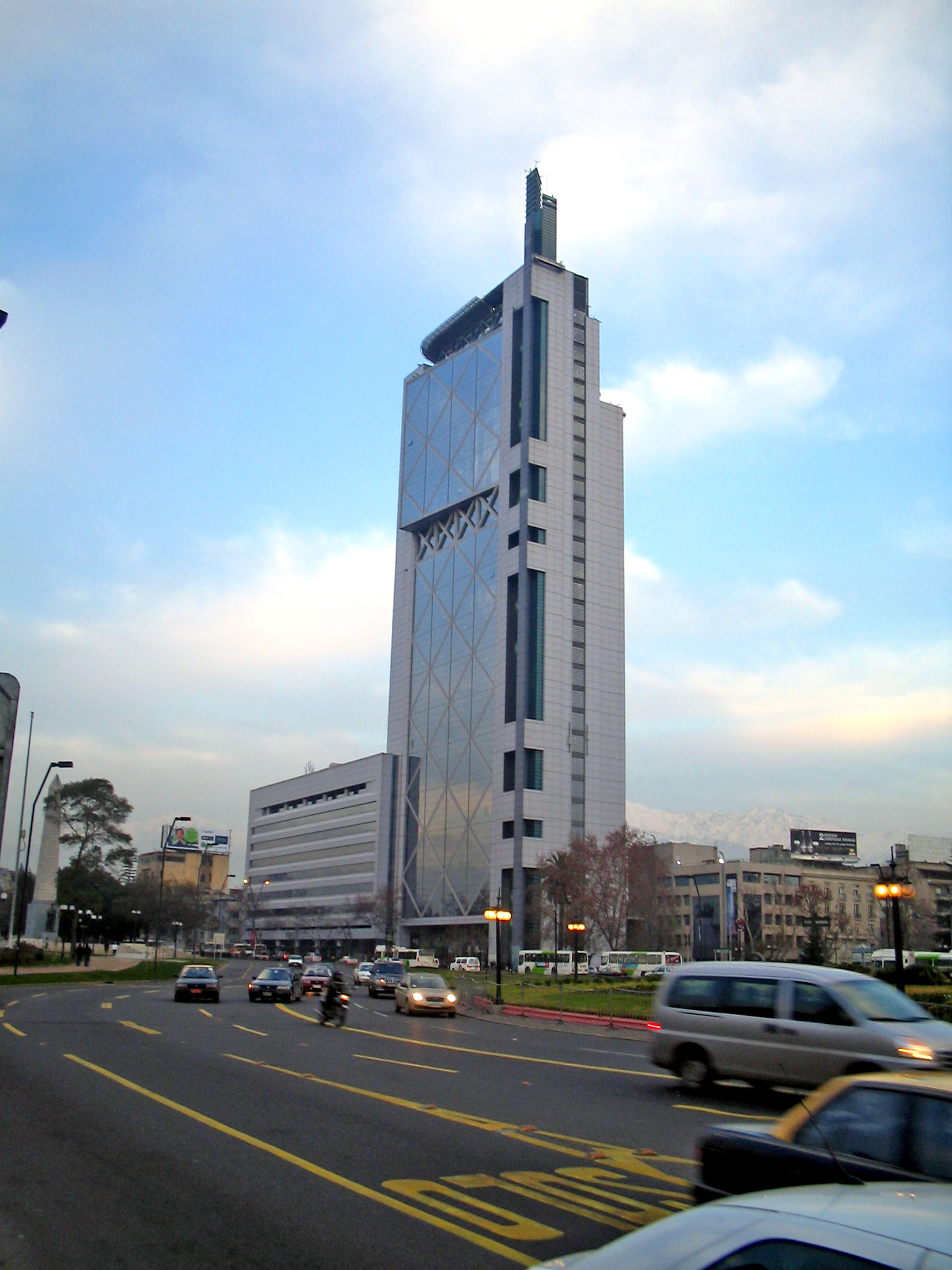
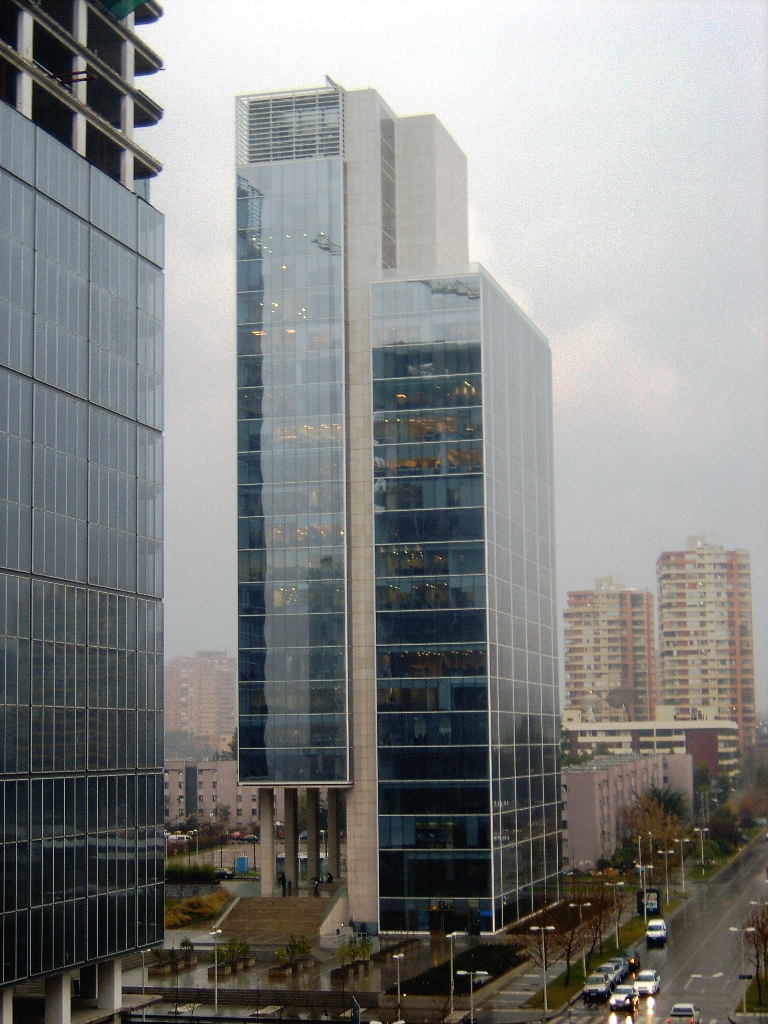
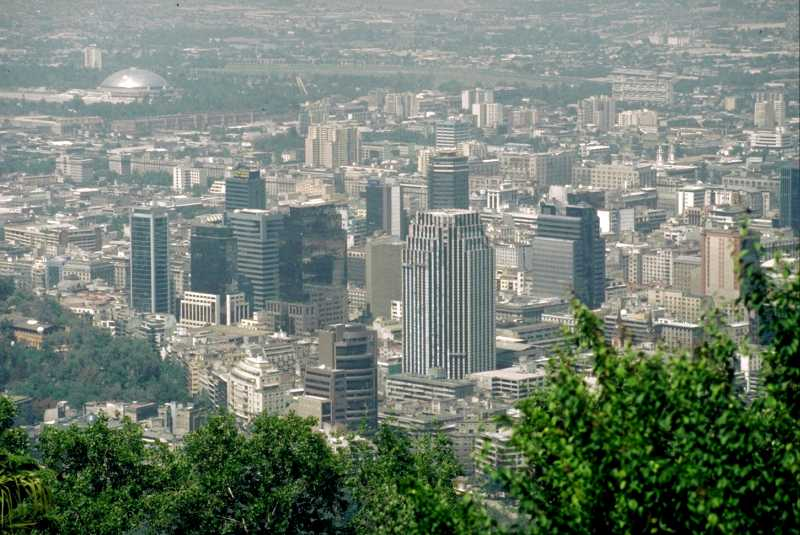
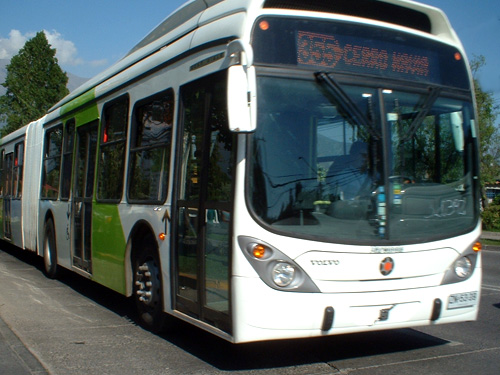
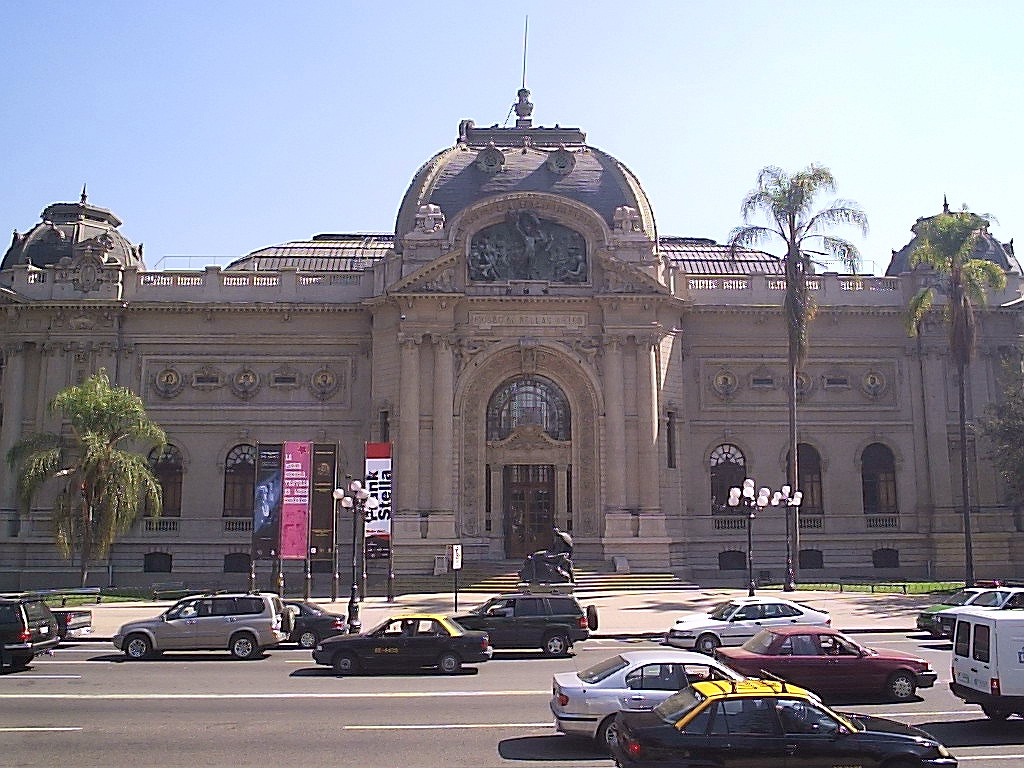